# Berging (Gemeinde Schönbühel-Aggsbach)
Berging ist eine Ortschaft und eine Katastralgemeinde der Marktgemeinde Schönbühel-Aggsbach im Bezirk Melk in Niederösterreich. Die Ortschaft hat 73 Einwohner (Stand 1. Jänner 2024).

## Geografie
Der südlich des Berginger Kogels gelegene Ort befindet sich am westlichen Ende des Dunkelsteinerwaldes und ist von Schönbühel an der Donau über die Landesstraße L5355 erreichbar, die weiter über die Hohenwarter Höhe (475 m ü. A.) nach Gerolding führt.

## Geschichte
Im Jahr 1822 wurde der Ort als Dorf mit sieben Häusern genannt, das nach Schönbühel eingepfarrt war, wohin auch die Kinder eingeschult wurden. Die Herrschaft Schönbichl besaß die Ortsobrigkeit, übte die Landgerichtsbarkeit aus und besorgte die Konskription.
Laut Adressbuch von Österreich war im Jahr 1938 in Berging eine Landwirtin mit Direktverkauf ansässig. Bis zur Gründung der Gemeinde Schönbühel-Aggsbach war die Rotte ein Bestandteil der damaligen Gemeinde Schönbühel an der Donau.